# Allá lejos y hace tiempo (película de 1969)
 Allá lejos y hace tiempo  es una película coproducción de Argentina y Estados Unidos dirigida por Ricardo Becher sobre el guion de George Sherry Zabriskie según la obra autobiográfica homónima de Guillermo Enrique Hudson que se rodó en 1969 pero nunca fue estrenada porque no se realizaron la traducción y el montaje que estaba a cargo de los productores estadounidenses. 
Fue filmada en la ciudad de Pilar y los actores principales eran John Foster, Anna Bradley y Barry Van Kleek.
Otra versión de la misma novela fue dirigida en 1978 por Manuel Antin en Argentina,

## Reparto
- John Foster
- Anna Bradley
- Barry Van Kleek
- Kuky Heberbur
- Rodolfo López
- Alfredo Plank